# Canduela
Canduela es una localidad de la provincia de Palencia (Castilla y León, España) que pertenece al municipio de Aguilar de Campoo

## Contexto geográfico
- Está a una distancia de 7 km de Aguilar de Campoo, la capital municipal, en la subcomarca de Campoo.
- Muy bien comunicada por la Autovía A-67 (Autovía Cantabria-Meseta).

## Demografía
Evolución de la población en el siglo XXI
| Gráfica de evolución demográfica de Canduela entre 2000 y 2020     |
|                                                                    |
| Población de derecho (2000-2020) según el padrón municipal del INE |

## Contexto histórico
Del Valle Barreda, César, 2009, Antigua Merindad de Aguilar de Campoo, Guía, Fundación Santa María la Real (enlace roto disponible en Internet Archive; véase el historial, la primera versión y la última)..
En la Edad Media la organización territorial del reino de Castilla (nacido como tal en el siglo XI) estaba basada en Merindades Mayores y Menores, división estructurada por Alfonso VIII en el siglo XII. La más importante de las Merindades Mayores fue la de Castilla, la cual estaba integrada por diecinueve Merindades Menores, siendo una de ellas la de Aguilar de Campoo.
Así, según indica el Libro becerro de las behetrías, un inventario de las poblaciones de la Merindad Mayor de Castilla realizado a mediados del siglo XIV por Pedro I para averiguar el estatus jurídico de las localidades que la integraban, la Merindad de Aguilar de Campoo ocupaba un territorio que corresponde a parte de las actuales provincias de Palencia, Santander y Burgos. Tenía una extensión total de unos 1700 kilómetros cuadrados, lo que la convertía en una de las más pobladas y amplias, ocupados por 262 núcleos de población, de los cuales 155 corresponden a Santander, 74 a Palencia y 33 a Burgos. A la cabeza de la Merindad se situaba un merino, que actuaba como el representante del rey en el territorio.
En 1465 Enrique IV dividió la Merindad de Aguilar de Campoo en dos: una que conservaba el mismo nombre, y la segunda denominada como Merindad de Campoo, con capital en Reinosa. Esta fue la organización territorial y administrativa utilizada hasta el siglo XVIII, momento en que los borbones iniciaron una nueva organización del territorio basada en provincias y partidos judiciales. Canduela pertenece a la Merindad de Aguilar de Campoo.
A la caída del Antiguo Régimen la localidad se constituye en municipio constitucional que en el censo de 1842 contaba con 22 hogares y 114 vecinos, para posteriormente, a mediados del siglo XIX integrarse en Villanueva de Henares junto con Quintanilla de Hormiguera (hoy Quintanas de Hormiguera). En los años 1970 los tres se incorporan a Aguilar de Campoo.
Canduela fue uno de los núcleos formados en la Alta Edad Media con un hábitat muy disperso. Siete aldeas llegaron a constituir esta entidad de población, tres de las cuales dieron lugar al pueblo actual, a juzgar por los restos de necrópolis excavadas en la roca que se pueden observar. 
Actualmente son tres los barrios que forman el actual núcleo urbano y en él se hallan muy buenas muestras de la arquitectura noble de la Montaña Palentina. Esta circunstancia ha propiciado la declaración de Bien de Interés Cultural para Canduela.
La arquitectura que se conserva en sus casas es notoria, fechándose entre los siglos XVII y XIX, con algunos ejemplos destacables como La Torrona o La Casa de Las Postas. Esta profusión de buenas construcciones puede ligarse al hecho de que todos los vecinos de la localidad contaron con el estatuto de nobleza.

## Lugares de interés turístico

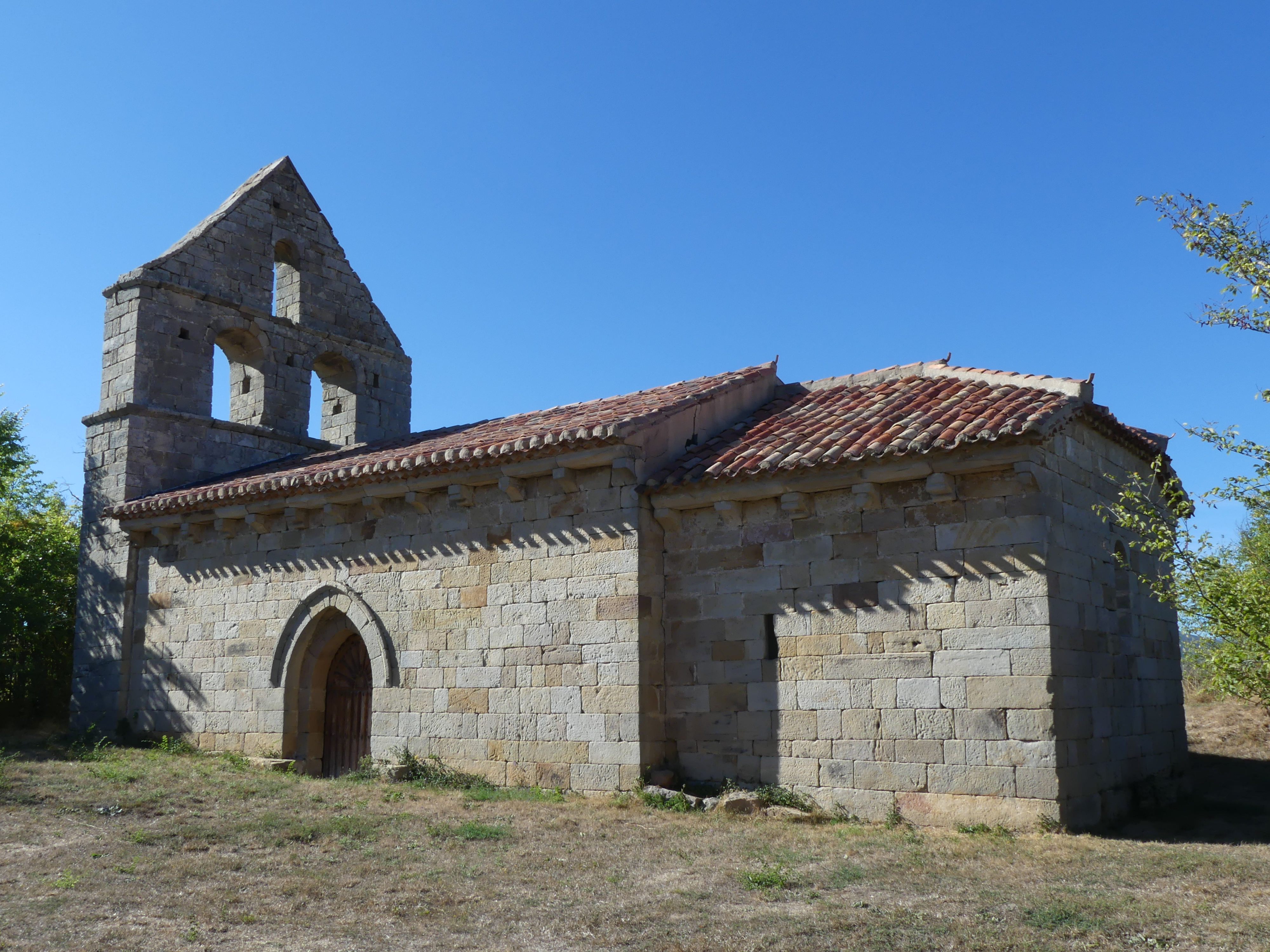
Ermita de Santa María

- Es conjunto histórico artístico desde 1983.
- Destacan sus Casonas y Torres Nobles. Entre ellas la "Casa de Postas"
- Museo Etnográfico
- Ermita de San Pedro
- Ermita de Santa María
- Iglesia Parroquial de San Adrián.

## Alojamiento
Canduela cuenta actualmente con seis casas de turismo rural, que ofrecen más de 30 plazas de alojamiento.